# Иаков (Корацца)
Епи́скоп Иа́ков (англ. Bishop James, в миру Джеймс Нил Корацца, англ. James Neil Corazza; род. 13 декабря 1958, Беркли, Калифорния) — епископ Русской православной церкви заграницей, епископ Сонорский, викарий Западно-Американской епархии с 6 ноября 2019 года. Настоятель монастыря преподобного Силуана Афонского в Соноре, штат Калифорния, клирик Старого собора Пресвятой Богородицы «Всех скорбящих Радости» в Сан-Франциско.

## Биография
В 1970 году семья переехала в штат Орегон. Учился в Калифорнийском университете в Санта-Крузе.
В 1979 году перешёл в православие из лютеранства под влиянием Серафима (Роуза). По собственным воспоминаниям: «Я никогда не забуду тот вечер — после полутора лет трудных поисков, — когда я закончил „Православие и Религия будущего“, и всё радостно встало на свои места, и я без всяких сомнений и колебаний знал, что мое будущее должно быть в Церкви Христовой»
По окончании университета в 1982 году получил благословение епископа Василия (Родзянко) на поступление в монастырь Западно-Американской епархии Православной церкви в Америке.
В 1983 году был принят в Русскую зарубежную церковь архиепископом Сан-Францисским Антонием (Медведевым), в связи с уходом монашеской братии из Православной церкви в Америке.
В 1984 году был направлен в Старый Скорбященский собор в Сан-Франциско, где служил как иподиакон.
В сентябре 1986 году был пострижен в иночество. В 1994 году был хиротонисан во иеродиакона митрополитом Виталием (Устиновым) к тому же храму, а в 2004 году — в сан пресвитера архиепископом Сан-Францисским Кириллом (Дмитриевым). В 2006 году был пострижен в монашество.
Занимается организацией туров для православных паломников, приезжающих в Сан-Франциско поклониться святителю Иоанну Шанхайскому и Сан-Францисскому. Организовывал и проводил разнообразные презентации для прихожан и молодежные конференции по различным духовным и церковным темам в Соединенных Штатах и за рубежом, служил больничным капелланом.
В феврале 2013 года включён в редакцию журнала Западно-Американской епархии «Весна Духовная», который начал выходить в том же году.
5 августа 2015 года в Старом Соборе в честь иконы Божьей Матери «Всех скорбящих Радость» на престольный праздник архиепископом Сан-Францисским и Западно-Американским Кириллом (Дмитриевым) был возведён в сан игумена.
27 июня 2019 года Архиерейский Синод Русской Зарубежной Церкви, ознакомившись с результатами опроса членов Архиерейского Собора избрал игумена Иакова епископом Сонорским, викарием Западно-Американской епархии. Кроме того он был утверждён в должности настоятеля монастыря преподобного Силуана Афонского
29 июня 2019 года в Радосте-Скорбященском кафедральном соборе Сан-Франциско во время торжеств, посвященных 25-й годовщине прославления Русской зарубежной церковью Иоанна Шанхайского и Сан-Францисского, Первоиерархом РПЦЗ митрополитом Иларионом (Капралом) был возведён в достоинство архимандрита.
30 августа 2019 года Священный синод Русской православной церкви утвердил решение Архиерейского синода РПЦЗ об избрании архимандрита Иакова епископом Сонорским, вторым викарием Западно-Американской епархии.
5 ноября 2019 года в кафедральном соборе иконы Божией Матери «Всех скорбящих Радость» в Сан-Франциско был наречён, а 6 ноября — хиротонисан во епископа Сонорского, викария Западно-Американской епархии. Хиротонию совершили: архиепископ Сан-Францисский и Западно-Американский Кирилл (Дмитриев), архиепископ Сан-Францисский и всего Запада Вениамин (Питерсон) (Православная Церковь в Америке), епископ Сиэтлийский Феодосий (Иващенко), епископ Манхэттенский Николай (Ольховский).